# Rebecca Winter
Rebecca Winter (* 1959 in Memmingen) ist eine deutsche Schauspielerin.

## Leben und Wirken
Nach dem Abitur studierte Rebecca Winter zunächst Medizin, brach dieses Studium aber ab und machte eine Ausbildung an der Neuen Münchner Schauspielschule. Anschließend hatte sie verschiedene Theaterengagements wie in Pygmalion, Die Zierpflanze oder Das Haus in Montevideo. In der Münchner Kleinen Komödie (Leitung: Nino Korda) war sie an der Seite von Karl Schönböck, Michael Ande und Franz Muxeneder in Drei Männer im Schnee zu sehen. Rebecca Winter wirkte auch bei zahlreichen deutschen Fernsehfilmen und Serien mit. Einem größeren Publikum bekannt wurde sie Mitte der 1990er Jahre durch ihre Auftritte in der ProSieben-Serie Glückliche Reise.
Rebecca Winter fungierte zeitweise als Herausgeberin der deutschen Ausgabe des Männermagazins High Society. Im Jahr 1982 war sie im Playboy zu sehen.

## Filmografie (Auswahl)
- 1982: Die unsterblichen Methoden des Franz Josef Wanninger (Fernsehserie, 1 Folge)
- 1984: Denkste!? (Fernsehserie, 1 Folge)
- 1984: Loft – Die neue Saat der Gewalt
- 1981–1986: Derrick (Fernsehserie, 2 Folgen)
- 1988: Hessische Geschichten (Fernsehserie, 1 Folge)
- 1989: Forsthaus Falkenau (Fernsehserie, 1 Folge)
- 1993: Glückliche Reise (Fernsehserie, 7 Folgen)
- 1993: Liebe ist Privatsache (Fernsehserie, 1 Folge)